# Cadillac Eldorado Brougham
Cadillac ha utilitzat el nom de Brougham de 1916. A 1950, el nom va tornar a aparèixer amb la variant de 4 Portes anomenat Eldorado. El prototip Eldorado Brougham aparèixer en 1955.

## Fleetwood Brougham
En 1965, el nom de Brougham va reaparèixer sobre un paquet d'opcions del Fleetwood. L'any següent, el cotxe va començar a ser venut per separar, és a dir, es va separar en Brougham i en Fleetwood.

## 1987 - 1992
Tot i que el vehicle era molt semblant al Fleetwood Brougham, va ser reanomenat el 87 com Brougham.
La construcció del Cadillac Brougham va ser duta a crear en la planta de muntatge del carrer Clark de Detroit, Míchigan des de 1985 fins a 1987, i alguns models des de 1988.
Al millorar i modificar el cotxe en 1990, es va veure obligat a utilitzar el xassís del Lincoln Town Car, modificant els petits detalls com les llums darreres i davanteres, diferents colors per les moldures dels para-xocs.

## Producció d'unitats
Al llarg de la seva producció, s'observa una disminució de les seves vendes:
| Any                       | Unitats                   |
| 1987                      | 65.504                    |
| 1988                      | 53.130                    |
| 1989                      | 40.264                    |
| 1990                      | 33.741                    |
| 1991                      | 27.231                    |
| 1992                      | 13.761                    |
| Producció total = 233.631 | Producció total = 233.631 |
| ------------------------- | ------------------------- |